# Gheorghe Liliac
Gheorghe Liliac (Dorohoi, 22 aprile 1959) è un ex calciatore rumeno, di ruolo portiere.

## Palmarès
- Campionato rumeno: 2

Steaua Bucarest: 1987-1988, 1988-1989
- Coppa di Romania: 1

Steaua Bucarest: 1988-1989